# 灰熊溫徹斯特馬格南半自動手槍
灰熊溫徹斯特麥格農手槍（Grizzly Winchester Magnum，灰熊溫徹斯特麥格農）是唯一的發明人佩里·阿內特（Perry Arnett）於1980年代構思、發明、設計、生產和開發的一把大口徑半自動手槍，初期型發射.45溫徹斯特麥格農手枪彈藥。佩里·阿內特亦以相關授權的專利技術（美國專利第4,253,377號），創辦了L.A.R.製造公司。曾經在一段時間，這間公司是世界上生產著最強大威力手槍的公司。以後推出的灰熊V型（英文：Grizzly Mark V；V，罗马数字，意為：5）亦可發射.50 AE手枪彈藥，以與沙漠之鷹手槍競爭。

## 背景
這把手槍本質上是柯爾特M1911手槍的設計的修改型，只是設計上採用了大尺寸元件令全槍加大，令其能夠承受比起標準尺寸M1911手槍所使用的為尺寸更大、火力亦更強大的子彈。
雖然灰熊是柯爾特M1911手槍設計的特別加大型，但其實有許多的部件仍然可以與其他廠商的標準尺寸手槍互換。80年代中期研發的Mark I和Mark II型號發射火力比原來的.45 ACP強大更為強大的.45溫徹斯特麥格農（11.43×30毫米）。在不同的時間，他們亦生產和出售了相關的轉換部件，在轉換部件後可以發射其他的手槍子彈，例如原來的.45 ACP、10毫米Auto和.357 S&W麥格農。而後來推出的灰熊V型（英文：Grizzly Mark V；V，罗马数字，意為：5），亦可發射.44麥格農和.50 AE。
後來，L.A.R.推出專為承受高膛壓的.44麥格農的大量裝藥Mark IV型號，以及在設計上發射火力再更強大的.50 AE的Mark V型。而45/357灰熊發射的.357-.45 GWM則是專為LAR灰熊手槍而設計、而且火力強大的野貓彈。
標準灰熊型號具有一個全長5.5英吋的套筒，最常見是裝有一根6.5英吋的槍管，而有一英寸從套筒向外延伸出來；較不常見的是使用與套筒適型的5.5英吋槍管搭配原廠裝配的襯套式槍口緩衝補償器。另外也為子狩獵和金属輪廓靶子競賽而少量產生具有8英吋和10英吋槍管的特殊型號。
灰熊口徑的改裝套件通常包括一根槍管、一個彈匣、拋殼頂桿、抽殼鈎、槍管襯套和復進簧。一些還包括一個襯套式槍口緩衝補償器和用於裝上補償器的扳手。
由於手槍的尺寸、重量和後座力，其主要市場是在狩獵和金属靶射擊。該槍於1999年停止生產，但直到現在生產商仍然生產著相關的備用零件製造。

## 非標準部件
在灰熊Mark I手槍以上所使用的大部分細小部件均為每把M1911的軍械圖紙以上描繪的標準部件。然而，有些部件卻由於從前到後部增加深度的彈匣插槽而不能互換，比如：
- 彈匣——其彈匣插槽被延長，以適應.45溫徹斯特麥格農子彈，而彈匣也同樣地從前到後的更為深入。10毫米Auto和原口徑.45 ACP則包含金屬片型插入件以減少其彈匣的有效子彈長度的容量。用以裝填10毫米Auto子彈的彈匣具有經過修改的給彈唇和縱向凹槽以減少供彈通道的寬度。彈匣整體尺寸與標準型.45溫徹斯特麥格農彈匣相同。LAR灰熊手槍存在著經修改以後能裝填標準型10毫米Auto的彈匣的版本，但是這並非原廠的修改型。
- 扳機——灰熊型的扳機弓身比M1911更長。
- 抽殼鈎（英语：Extractor (firearms)）——抽殼鈎頭比M1911長約0.4英寸。
- 擊針——比M1911更長。
- 槍管——槍管罩比M1911更長。

## 流行文化

### 電影
- 1993年—《戰略陰謀》：型號為Mk I型，為「外科醫生」（El Cirujano，肯·雷德利飾演）的隨身武器，後來被托馬斯·貝克特中士（湯姆·貝林傑飾演）繳獲並於故事尾段使用。
- 2009年—：型號為Mk I型，由巴恩斯（凡夫俗子飾演）和布萊爾·威廉姆斯（穆恩·布拉得古德飾演）所使用。
- 2011年—《戰略陰謀4》：型號為Mk I型，理查德·米勒（比利·贊恩飾演）說明該槍為托馬斯·貝克中士送給他的紀念品，後來他把該槍借了給托馬斯的兒子布蘭登·貝克中士（查德·邁克爾·柯林斯飾演）用作佩槍（英语：Side arm）。

### 動畫
- 2005年—《血戰》：由宮城凱（聲優：吉野裕行）所使用。
- 2009年—《幻靈鎮魂曲》：於第5集訓練中出現。
- 2010年—《Angel Beats!》：由TK（聲優：Michael Rivas）所使用。

### 電子遊戲
- 2016年—《少女前線》：以擬人化少女人形出現，登場的是灰熊V型。
- 2021年—《嚴陣以待》：為Mark V型，命名為“MK-V”，於“洛斯蘇埃諾斯市故事”更新中實裝。遊戲中設定為洛斯蘇埃諾斯市警局充公的非法槍械。

## 資料來源
1. ↑  Michalowski, Kevin. . Iola, Wisconsin: Gun Digest Books. 27 October 2004: 64  [2016-01-01]. ISBN 0-87349-931-X. （原始内容存档于2014-07-05）.

- （英文）—Sharing LAR Grizzly Pistol Information （页面存档备份，存于）
- （英文）—Modern Firearms—LAR Grizzly pistol （页面存档备份，存于）
- （英文）—Probert Encyclopedia
- （英文）—The Grizzly Win Mag Instruction Manual （页面存档备份，存于）
- （英文）—Arnett Patent Grizzly Technology History （页面存档备份，存于）

## 外部連結
- （英文）—L.A.R.製造公司官方網站 （页面存档备份，存于）
- （英文）—LAR Grizzly Handgun Owners Blog （页面存档备份，存于）
- （英文）—LAR Grizzly Parts Diagram （页面存档备份，存于）
- （英文）—Vintage LAR Grizzly Brochure （页面存档备份，存于）
- （英文）—LAR Grizzly Yahoo Group （页面存档备份，存于）
- （简体中文）—D Boy Gun World（槍炮世界）—L.A.R. Grizzly手枪 （页面存档备份，存于）